# Ньерере, Джулиус
Джу́лиус Камбарадже Ньере́ре (суахили Julius Kambarage Nyerere; 13 апреля 1922 — 14 октября 1999) — политический деятель Африки в период деколонизации. Президент Танзании с 29 октября 1964 по 5 ноября 1985 года. В 1961—1962 премьер-министр, в 1962—1964 президент Танганьики. Прямой потомок — принц Кевин Ньерере.
Председатель партий Национальный союз африканцев Танганьики (TANU — Tanganika African National Union) (с 1954) и Чама Ча Мапиндузи (Революционная партия; с 1977). Автор концепции «социализма уджамаа» — одной из разновидностей африканского социализма.
Лауреат Международной Ленинской премии (1987) и Премии Нансена (1983). В октябре 2009 года посмертно награждён Мигелем д’Эското Брокманом званием «Мировой герой социальной справедливости» Генеральной Ассамблеи ООН.

## Биография
Джулиус Камбараге Ньерере родился в апреле 1922 в лесной деревне Бутиама (на восточном берегу озера Виктория) на этнической территории небольшой народности занаки в семье местного племенного вождя. Отец Джулиуса имел 26 детей от 22 жён (мать Джулиуса Ньерере была четвёртой по счёту), однако все способные дети вождя получили серьёзное (по африканским меркам) образование. Из их числа особенно выделялся Джулиус Ньерере: с 12 лет он учился в католических школах при миссиях в Мусоме и Таборе и окончил их с отличием.
В 1943—1945 Ньерере посещал самый престижный угандийский колледж Макерере, где отдельно изучал химию, биологию, латынь и греческий язык, а также папские энциклики и труды таких авторов, как Жак Маритен и Джон Стюарт Милль. После этого вернулся в школу Таборы в качестве учителя биологии и английского языка. В 1949 его направили повышать квалификацию в Эдинбургский университет (Шотландия). В Великобритании Ньерере близко познакомился с социалистическими идеями и принципами фабианства, увлёкся марксизмом и стал последовательным противником любых форм расовой дискриминации. Получив степень магистра в 1952, Ньерере продолжил свою педагогическую деятельность на родине.

## Политическая деятельность
Вернувшись в находившуюся под британским управлением Танганьику, Ньерере приступил к работе по специальности, став благодаря своему европейскому образованию одним из самых квалифицированных учителей страны. Одновременно в 1954 Ньерере основал собственную политическую организацию — Африканский национальный союз Танганьики (ТАНУ)
— и фактически возглавил национально-освободительное движение в Танганьике, превратив его в одно из сильнейших в Африке. Со временем представители основанного Ньерере Африканского национального союза Танганьики начали формировать теневые администрации, а в 1958 ТАНУ одержал убедительную победу на выборах в местные законодательные органы.
В сентябре 1961 Танганьика при непосредственном участии Ньерере добилась предоставления ей ограниченного самоуправления. После провозглашения независимости Танганьики в декабре 1961 Ньерере возглавил переходное правительство страны, а через год был избран её первым и единственным президентом. После предоставления независимости Занзибару (декабрь 1963) Ньерере принимал участие в переговорах относительно объединения двух бывших колониальных территорий. Результатом переговоров стало образование в 1964 Объединённой Республики Танзании, первым президентом которой стал Джулиус Ньерере.

## Социализм уджамаа

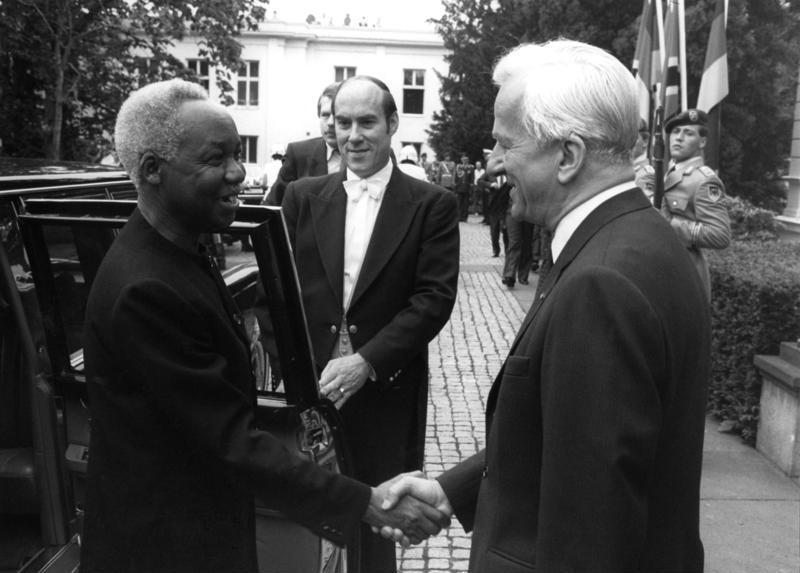
Президент ФРГ Рихард фон Вайцзеккер приветствует Джулиуса Ньерере, 1985 год

В 1967 году Ньерере провозгласил Декларацию Аруша — главный политический документ танзанийского социализма. В нем излагались принципы социализма, основанного на равенстве, политических свободах и экономической справедливости. Целью государственного вмешательства в экономику признавалось предотвращение эксплуатации человека человеком и накопление в частных руках богатств, несовместимых с построением бесклассового общества. В числе целей декларации Аруша заявлялись защита человеческого достоинства (в соответствии с Всеобщей декларацией прав человека); закрепление демократического социалистического характера правительства; искоренение бедности, невежества и болезней; поддержка коллективной собственности на средства производства; достижение мира во всём мире и др.
Будучи убеждённым социалистом и сторонником некапиталистического развития, Ньерере примыкал к левому движению в странах «третьего мира», проводил национализацию и социальные реформы. Задачу социализма в Африке он видел в том, чтобы провести модернизацию стран континента при сохранении свойственной народам континента общинности. При этом он считал, что африканским государствам полагаться необходимо не на иностранную помощь, а на собственные возможности.
Для адаптации марксизма к условиям африканских обществ Ньерере создал концепцию «социализма уджамаа» — уникальной модели развития общества, построенного на свободных аграрных объединениях общинников. Эти общины (уджамаа), хотя часто и определяются как кооперативы или колхозы, но, по сути, не являются полным эквивалентом коллективных хозяйств в развитых странах, а сохраняют традиционные примитивные хозяйственные отношения. Последующая практика показала недостаточную экономическую эффективность кооперативов уджамаа — Танзания осталась неиндустриализированной страной с сохранившейся от колониального периода экспортной специализацией, включавшей хлопок, кофе и орехи кешью.

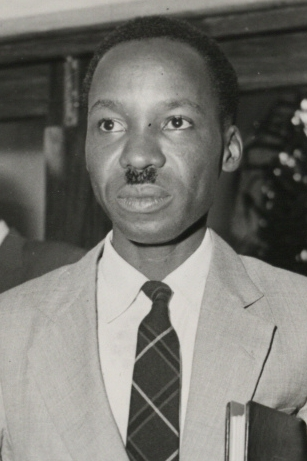
Джулиус Ньерере, фото до 1960 года

Социалистическая политика президента Ньерере позволила стране достигнуть значительных для стран африканского континента успехов в области науки и образования. Как и в ряде других стран социалистической ориентации, поощрение со стороны государства позволило ликвидировать неграмотность в стране, где на момент провозглашения независимости только каждый второй ребёнок получал начальное образование в четырёхлетней школе, а среднее образование имели чуть больше 5 % населения. К 1965 Ньерере добился того, чтобы в Танзании была создана разветвлённая система средних школ, и каждому ребёнку были предоставлены обязательное семилетнее образование и возможность продолжить обучение в высшей школе за границей или в одном из открытых колледжей и институтов страны.
Если в начале 60-х годов XX века в Танзании насчитывалось всего двое инженеров и 12 врачей, представлявших коренные народы страны, то уже через 15 лет научно-техническая интеллигенция Танзании, кадры которой пополнялись выпускниками советских и восточноевропейских высших учебных заведений и совершенствовались благодаря советским советникам, количественно и качественно превосходила все остальные страны Тропической Африки. Социальная сфера в целом при Ньерере была одной из лучших в Африке, а военные расходы оставались чрезвычайно низкими (этим Танзания отличалась от большинства других дружественных СССР государств Африки — Эфиопии, Ганы или Сомали, — направлявших советскую помощь не на развитие экономики и социального сектора, а на наращивание военных потенциалов).
Особое внимание Джулиус Ньерере уделял укреплению дружбы и взаимопонимания между народами — как в границах государства, так и на панафриканском уровне. Даже введение в 1977 единой общенациональной правящей партии — Чама Ча Мапиндузи, или Революционной партии (при этом выборы в представительские органы власти продолжали проводиться на альтернативной основе), — трактовалось как инструмент для избежания проявлений трайбализма, поскольку Танзанию населяют более чем 120 этнических групп.
Социалистические убеждения Ньерере оказали влияние на создание англиканским священником Уолтером Лини, впоследствии ставшим первым премьер-министром независимой Республики Вануату и проводившим дружественную по отношению к СССР политику, теории меланезийского социализма.

## Внешняя политика

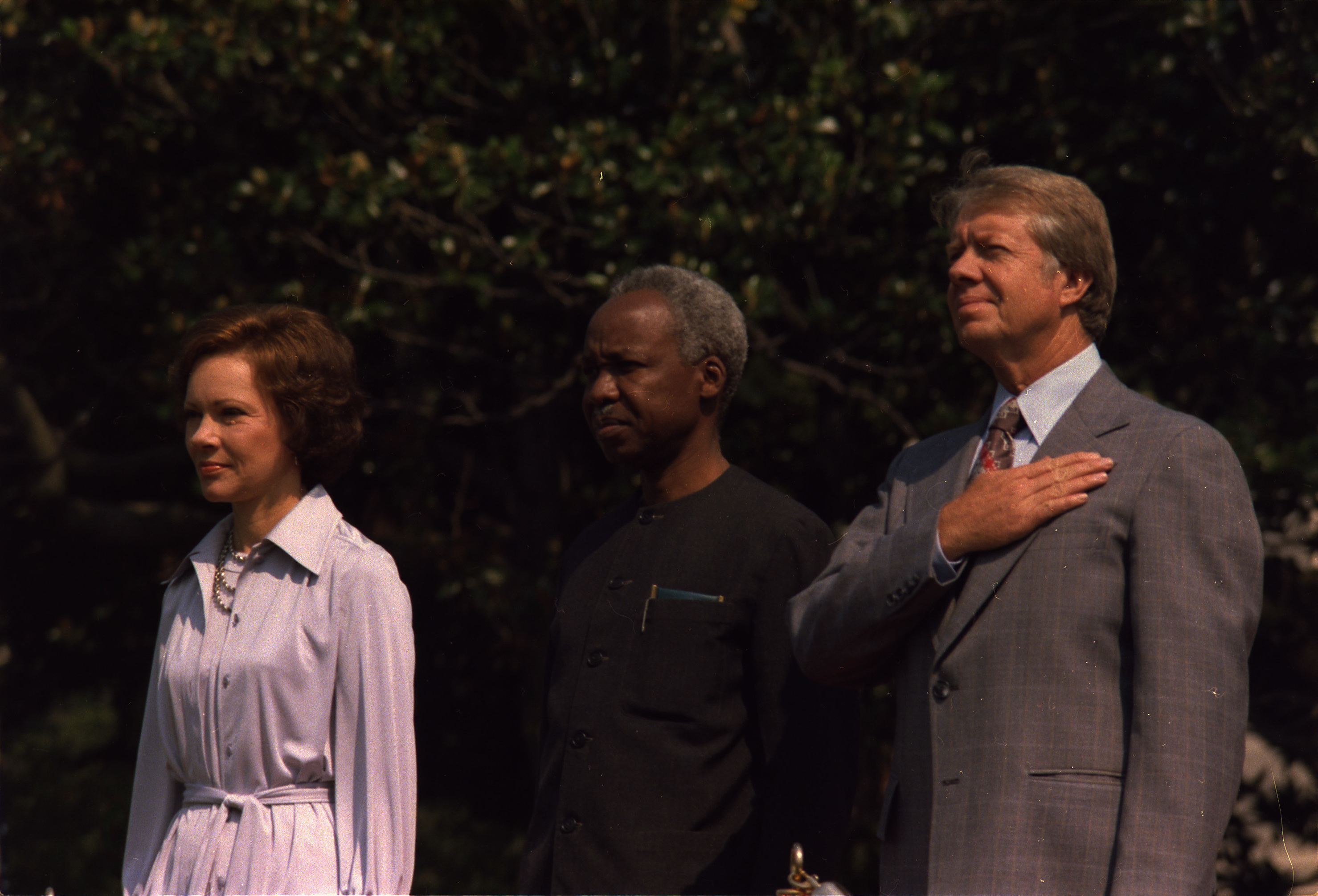
Джулиус Ньерере с Джимми Картером и его супругой Розалинн, 1977 год

Последователь панафриканизма, Ньерере был одним из инициаторов создания в мае 1963 Организации африканского единства (ОАЕ, ныне Африканский союз) для развития сотрудничества между странами Африки и координации их действий в борьбе с неоколониализмом.
Ньерере последовательно отстаивал интересы африканских народов, выступая против сегрегационной политики белого меньшинства в ЮАР, Родезии и Намибии. Вместе с замбийским президентом Кеннетом Каундой он возглавлял кампании против апартеида и за власть цветного большинства в Южной Африке. В отношении фиктивной независимости Южной Родезии (Зимбабве в будущем), где коренное население оставалось по существу бесправным, президент Танзании поддерживал Патриотический фронт. Танзания также оказывала поддержку левым движениям в Латинской Америке и Восточном Тиморе.
Танзания при Ньерере поддерживала африканские национально-освободительные движения левого толка: Африканский национальный конгресс в ЮАР, ФРЕЛИМО в Мозамбике, МПЛА в Анголе. Кроме того, Танзания признала право преимущественно христианской провинции Биафра на самоопределение и её независимость от Нигерии в то время, как обе сверхдержавы поддержали позицию официальной Нигерии. Наконец, на территории Танзании прошли подготовку сейшельские оппозиционеры, в 1977 свергнувшие президента Джеймса Мэнчема и приведшие к власти социалиста Франс-Альбера Рене.
Ньерере не признавал легитимности авторитарного режима одиозного диктатора Иди Амина в соседней Уганде и неоднократно выражал протест против нарушений прав человека в этой стране и разнообразных авантюр её руководителя (в частности, Танзания отправила ноту протеста в связи с изгнанием из Уганды выходцев из Индии и Пакистана, а также предоставила политическое убежище свергнутому Амином Милтону Оботе).
Когда в октябре 1978 Уганда развязала военные действия против Танзании, Иди Амин, некогда бывший местным чемпионом по боксу, в шутку вызвал Ньерере, отличавшегося слабым телосложением, на ринг. Вследствие угандийской агрессии против страны социалистической ориентации Советский Союз отмежевался от действий Амина и поддержал Танзанию. Хотя армии Уганды при поддержке Ливии, ценившей её антиизраильскую политику, и удалось оккупировать часть танзанийской провинции Кагера, но вскоре армия Танзании, подкреплённая угандийскими политическими эмигрантами и недовольными диктатурой частями угандийской армии, сформировавшими Национально-освободительную армию Уганды, начала контрнаступление, выбила войска Амина из Танзании и взяла Кампалу.
Ньерере активно участвовал в Движении Неприсоединения, был одним из шести глав государств (Индии, Аргентины, Греции, Мексики и Швеции), провозгласивших в 1985 Делийскую декларацию, в которой содержался призыв к ядерным державам с требованием прекращения ядерных испытаний и гонки ядерных вооружений, сокращения и последующей ликвидации ядерных арсеналов и устранения самой угрозы ядерной войны. В советско-китайском расколе Танзания скорее поддерживала КНР, с которой установила тесные отношения (ещё в 1965 году Ньерере с 8-дневным визитом посетил Китай, а Чжоу Эньлай — Танзанию).

## Уход из политики

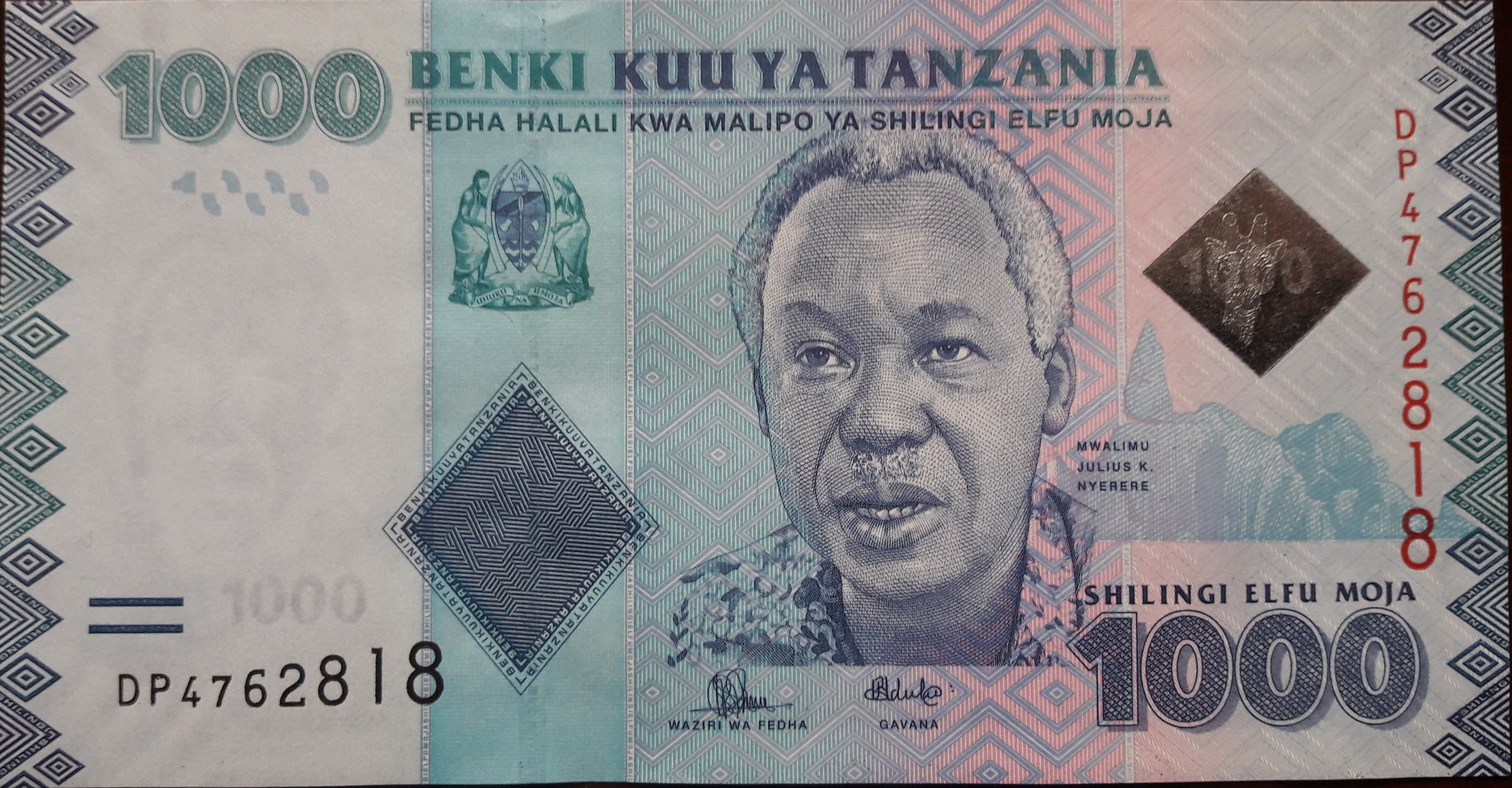
Портрет Ньерере на танзанийской банкноте в 1000 шиллингов.

В 1985 Ньерере добровольно отказался от власти, уйдя в отставку с занимаемой должности. После ухода из руководства Революционной партии в августе 1990, передав её Али Хасану Мвиньи, навсегда оставил политику. Его преемники ввели многопартийную систему и отказались от сотрудничества с СССР, а также не смогли совладать с налоговой политикой и погрязли в коррупции. Ньерере подверг жёсткой критике политику своего непосредственного преемника Али Хасана Мвиньи, призвав правящую партию выдвинуть на первые альтернативные президентские выборы 1995 года другого кандидата, бывшего министра иностранных дел в своём кабинете, Бенджамина Мкапу (кандидатуру ещё одного будущего президента Танзании Джакайя Киквете Ньерере отклонил, сочтя его недостаточно опытным).
Сам Джулиус Ньерере вернулся в родную Бутиаму, где по примеру римского императора Диоклетиана возделывал землю в качестве рядового крестьянина вплоть до своей смерти в госпитале для больных лейкемией в Лондоне 14 октября 1999. При этом он много путешествовал — даже более активно, чем в бытность президентом. На протяжении 1990-х годов Ньерере время от времени привлекался к процессам мирного урегулирования в Бурунди и Кении.
Население Танзании относилось к своему первому президенту с непривычным для современной африканской истории уважением, называя его за свои заслуги в консолидации танзанийской нации, создание мощной социальной инфраструктуры и образованность «мвалиму», что означает «учитель». Танзания до нашего времени чтит память своего основателя. В январе 2005 католический диоцез Мусома начал процедуру беатификации Джулиуса Ньерере (Ньерере, католик по вероисповеданию, был искренне верующим человеком и ежедневно посещал католическую мессу).

## Произведения
- Freedom and Socialism («Свобода и социализм»). Dar es Salaam: Oxford University Press, 1965—1967. — Избранные произведения и выступления, включая «Декларацию Аруша», «Разные дороги к социализму», «Предназначение человека» и «Социализм и развитие».
- Man and Development («Человек и развитие»). Dar es Salaam: Oxford University Press, 1974.
- Freedom & Development, Uhuru Na Maendeleo («Свобода и развитие»). Dar es Salaam: Oxford University Press, 1974
- Ujamaa — Essays on Socialism («Уджамаа: Эссе о социализме»). London: Oxford University Press, 1977
- The Arusha Declaration. Ten years after («Арушская декларация. Десять лет спустя.»). Dar es Salaam, 1977
- Crusade for Liberation («Крестовый поход за свободу»). Dar es Salaam: Oxford University Press, 1979
- Julius Kaisari (перевод пьесы Шекспира «Юлий Цезарь» на суахили)
- Mabepari wa Venisi (перевод пьесы Шекспира «Венецианский купец» на суахили)